# 돌담에 속삭이는 햇발
《돌담에 속삭이는 햇발》은 시인 김영랑이 쓴 시이다. 1930년, 김영랑과 박용철 등이 함께 창간한 《시문학》 2호에 《내 마음 고요히 고흔 봄길 우에》라는 제목으로 처음 발표되었다.

## 전문
돌담에 속삭이는 햇발 같이
풀 아래 웃음짓는 샘물같이
내 마음 고요히 고운 봄 길 위에
오늘 하루 하늘을 우러르고 싶다

새악시 볼에 떠오는 부끄럼같이
시의 가슴 살포시 젖는 물결같이
보드레한 에메랄드 얇게 흐르는
실비단 하늘 바라보고 싶다